# Returner
Ne pas confondre avec Returner (football américain), joueur des équipes spéciales en football américain.
Pour plus de détails, voir Fiche technique et Distribution.
Returner (リターナー, Ritānā) est un film japonais réalisé par Takashi Yamazaki, sorti en 2002.

## Synopsis
Miyamoto recherche l'homme responsable de la mort d'un de ses amis d'enfance. Il trouve Mizoguchi, un infâme yakuza réputé pour être un pro du trafic d'organes humains. Lorsque Milly tombe littéralement du ciel, son arrivée dans le petit monde de Miyamoto retarde un peu sa vengeance. Il apprend que Milly est envoyée du futur, que son monde est plus ancien de 80 ans par rapport à celui de Miyamoto, et qu'elle est là pour empêcher une guerre entre les humains et une race d'extraterrestres qui a à sa tête le « Daggra ».

## Fiche technique
- Titre : Returner
- Titre original : リターナー (Ritānā?)
- Réalisation : Takashi Yamazaki
- Scénario : Kenya Hirata et Takashi Yamazaki
- Production : Chikahiro Ando, Toru Horibe et Akifumi Takuma
- Musique : Akihiko Matsumoto et Lenny Kravitz (chanson du générique de fin)
- Photographie : Akira Sako et Kōzō Shibasaki
- Montage : Takuya Taguchi
- Décors : Anri Jōjō
- Pays d'origine :  Japon
- Langue : japonais, anglais et mandarin
- Format : couleur - 1,85:1 - Dolby Digital - 35 mm
- Genres : action, science-fiction
- Durée : 116 minutes
- Dates de sortie :
  - Japon : 31 août 2002[1]
  - France : 20 octobre 2004 (sortie vidéo)

## Distribution
- Takeshi Kaneshiro (VFB : Philippe Allard) : Miyamoto
- Anne Suzuki (VFB : Stéphane Flamand) : Milly
- Kirin Kiki : Honda
- Gorō Kishitani (VFB : Jean-Marc Delhausse) : Mizoguchi
- Yukiko Okamoto (VFB : Micheline Goehtals) : le docteur Yamaha
- Dean Harrington (VFB : Patrick Brüll) : le docteur Lexus
- Mitsuru Murata : un acolyte de Mazda
- Kisuke Iida : Isuzu, un acolyte de Subaru
- Kazuya Shimizu : Acura, un acolyte de Nissan
- Xiaoqun Zhao : le marchand d'esclaves Daihatsu
- Masaya Takahashi (VFB : Daniel Dury) : Infiniti, le parrain chinois
- Chiharu Kawai (VFB : Nicole Shirer) : l'interprète de Toyota
- Eric Robinson : Mazda

## Autour du film
- Le tournage s'est déroulé à Himeji, Kobe, Tokyo et Yokohama.
- Le nom des aliens dans le film, les "Daggra", est un mot tibétain signifiant "ennemi".

## Distinctions

### Récompense
- Révélation de l'année pour l'actrice Anne Suzuki, lors des Japan Academy Prize en 2003[2]

### Nominations
- Nominations aux prix du meilleur montage pour Takuya Taguchi, du meilleur second rôle masculin pour Gorō Kishitani et du meilleur second rôle féminin pour Kirin Kiki, lors des Japan Academy Prize en 2003[2]